# Osiek (Oława)
Pour les articles homonymes, voir Osiek.
Osiek est une localité polonaise de la gmina et du powiat d'Oława en voïvodie de Basse-Silésie.